# Euphlyctis kalasgramensis
Espèce
Euphlyctis kalasgramensis est une espèce d'amphibiens de la famille des Dicroglossidae.

## Répartition
Cette espèce est endémique du Bangladesh. Sa présence est incertaine en Inde.

## Description
Le spécimen adulte mâle observé lors de la description originale mesure 37,88 mm de longueur standard et les 14 spécimens adultes femelles observés lors de la description originale mesurent entre 30,44 mm et 36,10 mm de longueur standard.

## Étymologie
Son nom d'espèce, composé de kalasgram et du suffixe latin -ensis, « qui vit dans, qui habite », lui a été donné en référence au lieu de sa découverte, Kalasgram.

## Publication originale
- Howlader, Nair, Gopalan & Merilä, 2015 : A New Species of Euphlyctis (Anura: Dicroglossidae) from Barisal, Bangladesh. PloS one, vol. 10, no 2, p. e0116666-e0116666 (texte intégral).